# Montclar (Aveyron)
Pour les articles homonymes, voir Montclar.
Pour les articles ayant des titres homophones, voir Monclar et Montclard.
Montclar est une commune du département de l'Aveyron, dans la région Occitanie, en France.

## Géographie

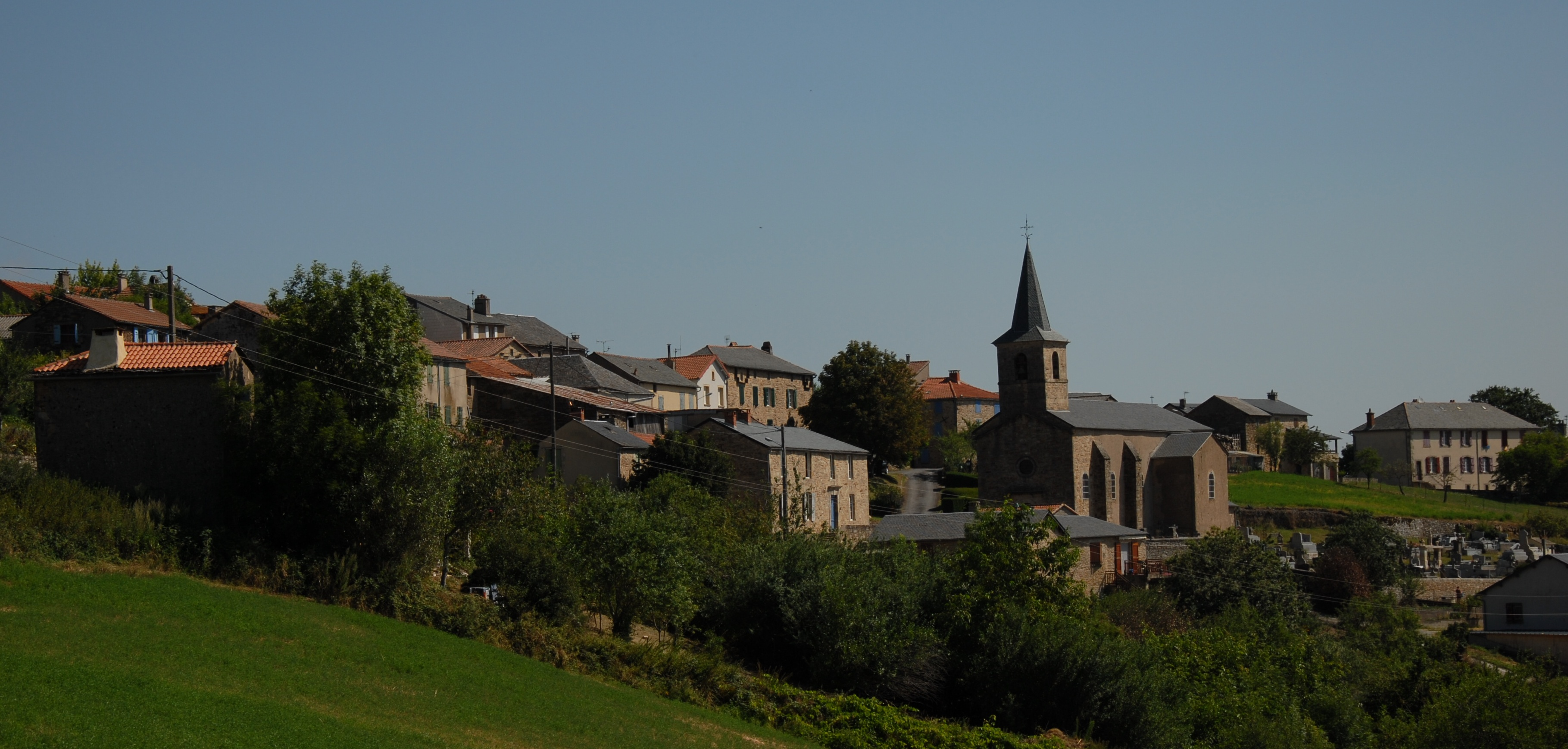
Vue d'ensemble du village.

### Communes limitrophes
Les communes limitrophes sont  Brasc, Brousse-le-Château, Connac, Coupiac, Martrin, Saint-Izaire et Saint-Juéry.

### Climat
Pour des articles plus généraux, voir Climat de l'Occitanie et Climat de l'Aveyron.
En 2010, le climat de la commune est de type climat océanique altéré, selon une étude s'appuyant sur une série de données couvrant la période 1971-2000. En 2020, Météo-France publie une typologie des climats de la France métropolitaine dans laquelle la commune est exposée à un climat de montagne et est dans la région climatique Sud-est du Massif Central, caractérisée par une pluviométrie annuelle de 1 000 à 1 500 mm, minimale en été, maximale en automne.
Pour la période 1971-2000, la température annuelle moyenne est de 11,2 °C, avec une amplitude thermique annuelle de 15,4 °C. Le cumul annuel moyen de précipitations est de 1 122 mm, avec 10,6 jours de précipitations en janvier et 6,2 jours en juillet. Pour la période 1991-2020, la température moyenne annuelle observée sur la station météorologique la plus proche, située sur la commune de La Bastide-Solages à 10 km à vol d'oiseau, est de 13,5 °C et le cumul annuel moyen de précipitations est de 950,8 mm,. Pour l'avenir, les paramètres climatiques de la commune estimés pour 2050 selon différents scénarios d'émission de gaz à effet de serre sont consultables sur un site dédié publié par Météo-France en novembre 2022.

## Urbanisme

### Typologie
Au 1er janvier 2024, Montclar est catégorisée commune rurale à habitat dispersé, selon la nouvelle grille communale de densité à 7 niveaux définie par l'Insee en 2022.
Elle est située hors unité urbaine et hors attraction des villes,.

### Lieux-dits
La Balmayrie, Bonnecombe, La Borie Del Mouly, La Borie de Marc, La Borie basse De Pujol, La Borie haute De Pujol, Le Bosc, Le Bouis, Le Bouscaillou, Le Cabriol, Les Calmettes Basses, Les Calmettes Hautes, La Capelle, Les Caramels, Cazelles, Le Combal, La Fage, La Graldier, Juillac, Ladrech ou Mas de la Drèze, Ladrech de Palaret, L'Hôpital, La Marquié, Le Mas, Le Mazet, Montclar, Palaret, Ls Pastrié, Pastrié Haute, La Peyrié ou La Pairie, Piquemoure, Prat Nau, Le Rec, Reynès, La Roque, Roumanès, La Rouquette, Saint-Igest, Sajac, Sers, La Viminié et Le Cambon

## Histoire

### Préhistoire
Le néolithique débute en France entre 5 600 et 5 300 av. J.-C. Suivent les civilisations Chasséenne (3 500 à 2 500 av. J.-C.), puis Chalcolithique (de 2 500 à 1 700 av. J.-C.), cette dernière époque se caractérisant par l'association de l'industrie du cuivre (anciennes mines dans les environs de Montclar) et de l'outillage lithique (la Teulière, en face de Saint-Dalmazi de l'autre côté du Tarn, est un site particulièrement important d’extraction de scinérites (petrosilex), pierre employée comme matière première dans la fabrication de haches d’apparat polies). Entre 4 500 et 3 600 av. J.-C. apparaissent les dolmens et menhirs, particulièrement présents dans le Sud-Aveyron avec les statues-menhirs.
En comparant certains attributs de ses statues-menhirs avec des objets trouvés lors de fouilles, les spécialistes estiment qu’elles ont été érigées entre 3 300 et 2 200 av. J.-C., autrement dit entre la fin du Néolithique et le début de l’âge du bronze (Chalcolithique). Poignards, haches, arcs, flèches et éléments de parure des statues-menhirs se retrouvent d’ailleurs dans les sites archéologiques régionaux de cette période. Plantées en terre comme les menhirs, les statues-menhirs sont des pierres plates sculptées en bas-relief ou gravées. Elles représentent des personnages, tant féminins que masculins, sculptés en pied avec la taille marquée par une ceinture. Les bras sont repliés sur le buste. Les traits du visage sont simplifiés à l’extrême : yeux, nez, et ce qui semble être des tatouages sur les joues (il est très rare que la bouche soit dessinée). Ces statues portent en général une ceinture. Les hommes portent également des armes (arc, flèche, hache) et un baudrier en travers de la poitrine. Un accessoire (qui ressemble à un poignard) y est parfois suspendu.
Les femmes sont représentées par leurs seins, des colliers à plusieurs rangs autour du cou, et des cheveux tirés en arrière. L’origine de ces statues est mystérieuse, même si l’on pense qu’il pourrait s'agir de dignitaires ou d'ancêtres… Elles sont concentrées dans une zone très limitée, couvrant le Sud-Aveyron et la Montagne noire… depuis Montclar en passant par Saint-Sernin-sur-Rance, Belmont-sur-Rance, Lacaune… À ce jour, environ 140 statues-menhirs ont été découvertes. On trouve aussi des statues-menhirs dans d’autres régions d’Europe (Suisse, Italie, delta du Danube, Crimée…). Ces statues ont fait l’objet de facsimilés qui peuvent être vus sur leur lieu de découverte, comme à l'Hôpital (route entre Montclar et Brasc), à la Borie des Paulets (Brasc), à Crays (route entre Sain-Martin-de-Brousse et Brousse-le-Château), à Reganel (route entre Montclar et Coupiac), etc.

### Antiquité
Environ 1 000 av. J.-C., apparition des Rutènes, dont la domination s'exerce sur l’Albigeois et le Rouergue. De cette présence, certains lieux ont tiré leur nom : Le Combal vient de cumba, vallon ; La Roque vient de roca, lieu rocheux ; Sers vient de serr, montagne alongée ; Brasc vient de bar+asc, terre forte.
En 50 av. J.-C. : fin de l’invasion de la Gaule par César. La présence romaine dans la commune est attestée par plusieurs noms de lieux, comme d'anciens domaines ayant hérité du nom de leur propriétaire gaulois ou latin : Sajac vient de Sagius ; Juillac vient de Julius ; Clamensac vient de Clemens, bon ; Coupiac vient de Cuppidus » (avare) ou « Cuppius, gourmand. D'autres ont pour origine latine la végétation, les animaux ou les activités humaines: Cazelles vient de casa, maison ou cabane ; La boria vient de bovarius, domaine agricole ou il y a des bovins ; La Fage vient de fagus, hêtraie ; Piquemoure viendrait de mora, mure ; Le Méjanel vient de medius, au milieu ou moyen.
À noter l'existence d'une voie romaine passant par Montfranc, et qui reliait Cahors à Béziers, via Albi, et passait en bordure du Tarn, ainsi que le site de La Graufesenque (Graufasenca), à proximité de Millau, qui produisait de la céramique sigillée à destination de tout l'Empire romain.

### Moyen Âge

#### IVeetVesiècles
Le Rouergue fait partie de l’Aquitaine première jusqu’à la chute de l’Empire romain d’occident (476). À partir du IVe siècle, début de la christianisation. Saint Amans, le premier évêque de Rodez, évangélise le Rouergue. De nombreux lieux perpétuent la mémoire de ces saints : Saint-Igest (Egetius, Ygest), Saint-Dalmazi (Dalmas, un des premiers évêques de Rodez), Saint-Cyrise (Cyrisus, martyr du IVe siècle)… Saint-Martin-de-Brousse, Saint-Maurice-d'Orient, Saint-Juéry, Saint-Exupère, Saint-Michel-de-Castor, Saint-Sernin, etc.

#### VIeetVIIesiècles
Originaires de la mer Noire, les Wisigoths contrôlent le sud-ouest de la Gaule et une grande partie de l'Espagne. Toulouse devient leur capitale. À la suite de leur défaite face aux Francs (Vouillé en 507), ils se replient en Vasconie ultérieure. Les Francs contrôlent désormais la région jusqu’en 632 (mort de Caribert, roi d'Aquitaine et fils du roi des Francs Clotaire II). Il s’ensuit une période d’émancipation avec les Princes d’Aquitaine, jusqu’à la reprise du pouvoir sur la région par les capétiens vers 780.

#### VIIIesiècle
En 754, Pépin le Bref devient le premier roi de la dynastie carolingienne. En 781, Charlemagne érige en royaume l'Aquitania (dont fait partie le Rouergue) pour son fils Louis (futur Louis le Pieux ou le Débonnaire) âgé de trois ans. L’administration en est assurée par Guillaume de Gellone, premier comte de Toulouse et premier de la lignée des Marquis de Septimanie qui contrôleront la région jusque vers 870. Profitant de l'affaiblissement du pouvoir royal, ces "comes" (comtes) carolingiens commencent à rendre leur charge héréditaire. Louis le Pieux devient empereur.

#### IXeetXesiècles
En 837, Foulques ou Foucaud est missi royal au "pago Rutenico". Il a deux fils : Frédelon (815 - † vers 850) et Raymond (vers 820 - † après 865). En 845, Frédelon prend part à la reconquête de Toulouse par Charles le Chauve, roi des Francs de l'Ouest, face à Pépin II roi d'Aquitaine. Ce que lui vaut d'être nommé gouverneur ("Custode Civitatis") de Toulouse de 850 à 852. De son côté, Raymond est nommé comte de Rouergue et comte de Quercy en 849 par le même Charles le Chauve, en reconnaissance pour son aide dans la lutte contre Pépin II. Il devient Comte et Marquis de Toulouse en 855 lors de la mort sans postérité de Frédelon. Raymond Ier est considéré comme le fondateur de la dynastie dite Raymondine. En 862, il fonde l'abbaye de Vabres avec sa mère et son épouse Berteyz, à partir d'une "villa", de deux églises et de serfs. L'abbaye sera le sanctuaire patrimonial des premiers Raymondins.
Ses deux fils - Bernard (865-875) et Odon (875-919)- lui succèdent successivement. Raymond II succède à Odon comme Comte de Toulouse (918), tandis que son frère cadet Ermengaud devient Comte de Rouergue. Ermengaud (919-937) fonde donc la branche des Comtes de Rouergue. Suivront Raymond I (937-961), Raymond II (961-1010), Hugues (1010-1054) et Berthe (1054-1066). En 1065, Raymond IV, dit Raymond de Saint-Gilles (vers 1042 - † 1105), s’empare du comté de Rouergue à la mort de Berthe. Désormais le comté de Rouergue suit le sort du comté de Toulouse sans lui être pour autant intégré. Mais les comtes de Rouergue ne peuvent empêcher la montée en puissance de vassaux, entrainant le partage des droits et un maillage sophistiqué d'hommages. Parmi ces seigneurs, les barons d'Arpajon, Sévérac, Landorre… les comtes de Milhau, de Rodez… Les villas gallo-romaines sont démembrées en manses pour devenir des "mas". De cette époque datent les dénominations suivies du nom du propriétaire : le mas de… ou la borie de… (de "boria" qui signifie ferme). De cette époque date aussi vraisemblablement le hameau du Cabriol ("cabirol" pour chevreuil en catalan).

#### XIesiècle
Essor des pèlerinages et début des croisades. En 1095, Raymond IV de Saint-Gilles, comte de Toulouse et du Rouergue (depuis 1094), participe à la première croisade. C'est à cette époque qu'une légende voudrait que le templier Aimeric de Copiac ait ramené le Saint-Voile à Coupiac (il s'agit plus vraisemblablement d'un don du comte Jean d'Armagnac). À noter, le tympan roman de Coupiac (visible sous le porche de l'église), marqué par une influence espagnole et pyrénéenne (Béarn, Pays basque) liée au passé wisigothique…

#### Les Templiers et les Hospitaliers
De cette époque semble également dater l'encensoir de Saint-Jean de l'Hôpital. Pour aider les pèlerins, deux ordres militaires monastiques sont créés : les Hospitaliers de l'ordre de Saint-Jean de Jérusalem en 1113 (chargés de l'hébergement et des soins aux pèlerins) et les Templiers en 1120 (chargés de protéger les voies de communication et d’assurer la sécurité des pèlerins). Pour financer leurs actions, Templiers et Hospitaliers reçoivent de très nombreux dons… 
De nombreuses traces perdurent dans la région, à commencer par le causse du Larzac (Sainte-Eulalie-de-Cernon). Les Hospitaliers sont aussi très implantés : Martrin (commanderie), l'Hôpital Bellegarde (Réquista), Farret, etc. À Montclar, ils possèdent l'église de Saint-Jean de l'Hôpital (Espital de Sant-Joan). Le 22 mars 1312, l’ordre du Temple sera aboli. Le 2 mai 1312, la Bulle Ad Providam de Clément V attribuera les biens des Templiers à l'ordre de l'Hôpital.
L'église Saint-Jean des Cabilladouires reconstruite au XVIIIe siècle se trouve Saint-Jean de l'Hôpital. L'église dépendait à l'origine des Hospitaliers de l'ordre de Saint-Jean de Jérusalem (donnée en 1176 à Martrin) avant de devenir une église, annexe de la paroisse de Saint-Igest. Cette église a été détruite au milieu du XXe siècle pour récupérer ses pierres, et les utiliser pour habiller le château d'eau de Montclar… À signaler, l'existence d'un encensoir roman en bronze (hauteur 17 cm) dont l'origine remonte au Moyen Âge  Inscrit MH (1964).

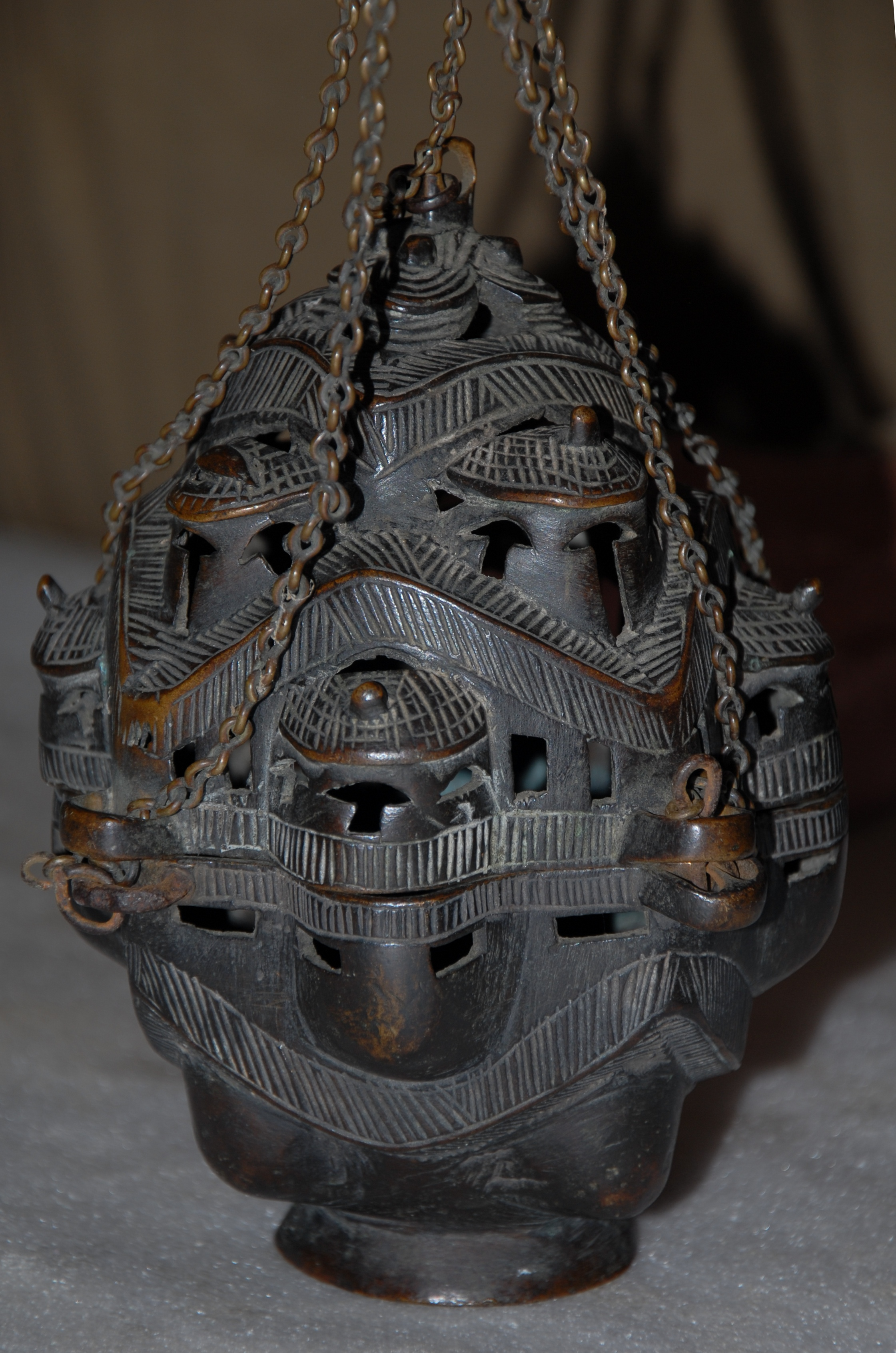
Encensoir de Saint-Jean de l'Hôpital.

#### XIIesiècle

##### Saint-Igest
L'abbaye Notre-Dame de Bonnecombe est fondée en 1163 par 12 moines de l'abbaye Notre-Dame de Candeil au bord du Viaur (Comps-Lagranville). C'est la plus récente des abbayes cisterciennes du Rouergue (Sylvanès, Bonneval, Beaulieu, Loc-Dieu, Nonenque). À sa création, elle bénéficie de soutiens importants de la noblesse locale, dont celui du comte de Rodez Hugues II et de ses frères Richard et Bernard d'Arpajon. Les donations affluent. En 1171, Bernard de Castelpers donne à l'abbaye de Bonnecombe des terres et surtout des vignes à Saint-Igest.
D'autres seigneurs plus ou moins proches font aussi des donations… En 1174, Pons de Raymond, de Brousse, donne au monastère de Bonnecombe une terre qu'il a dans la paroisse de Saint-Izest (Cart. 1, 10). Toujours en 1174, Bernard de Raymond donne à Hugues, abbé, le cens du mas de Cabriolenc (peut-être s'agit-il du Cabriol) et la moitié du fief du mas de Podio (???), le cens et les dîmes du mas de Vilar, situé dans la paroisse du Lobous, aux appartenances de Colnac (Cart. 1, fol. 10). En 1177, Pons de Raymond et Pierre de Frotard, son fils, donnent, à Hugues, abbé, et aux moines de Bonnecombe, tout ce qu'ils possèdent dans la vigne dont fut tenancier Pierre d'Armand, laquelle est contigüe à celle que leur donna Bernard de Castelpers dans la paroisse de Saint-Izest (Cart1.fol. 8). Pons de Raymond donne encore, en 1183, à Ranulfe, abbé, la terre et la vigne, situées près des vignes qui avaient appartenu à Bernard de Castelpers, dans le territoire de Saint-Izest (Cart. 1, fol. 17).
Ces terres sont à l'origine rattachées à la grange (terme utilisé pour définir un des grands domaines de l'abbaye) de Moncan sur le Lagast. Plus tard, elles seront regroupées avec les terres de Lavabre (commune de Connac) données en 1245, mieux exposées pour cultiver la vigne, et où Bonnecombe construit une grange en 1245 (tour encore visible et reconstruite au XIXe siècle). Les moines de Saint-Igest traversaient le Tarn en barque ou à gué pour aller cultiver leurs vignes sur les coteaux de Lavabre et Connac. En revanche, l'église Saint-Michel de Saint-Igest (reconstruite au XIXe siècle) dépend de l'abbaye de Vabres qui nomme son prieur. À noter l'organisation de la cohabitation entre les cisterciens de Bonnecombe et le prieur de l'église spécifiée dans un accord passé en 1217 : le prieur et sa famillia habitent la sala et les domus inferiores et supériores selon ses habitudes.
Quand ils viennent à Saint-Igest, les frères de Bonnecombe et leurs serviteurs occupent les domus inferiores et superiores et peuvent y rester tant qu'ils veulent. Ils y mettent montures et logent leur mobilier et leurs vases dans la domus inferiores, chacun s'organisant de façon indépendante. Aux vendanges, la première nuit d'arrivée des moines, le prieur nourrit jusqu'à cinq moines. Le lendemain et les jours suivants, ils mangent "de suo". Avec un tel accord, Bonnecombe se satisfait d'une occupation saisonnière tandis que Vabres cède provisoirement l'usage de son bâtiment mais ne quitte pas sa place. Les bâtiments (domus) occupés par le prieur et/ou les moines existent toujours. Ils sont actuellement la propriété de la famille Constans. À noter une grande cave voutée sur toute la longueur de l'habitation et une cheminée gothique encore visible dans la cuisine de Norbert et Maria Constans.

##### Saint-Jean de l'Hôpital
Les Hospitaliers s'installent dans la région de Montclar dès le XIIe siècle. En 1176, Imbert de Curvalle leur donne le mas de Cazelles. Ils possèdent déjà l'église Saint-Jean des Cabilladouires…

##### Montclar
Jusqu'en 1700, la seigneurie de Montclar dépend de la baronnie de Brousse-le-Château qui appartient à la Maison d'Arpajon. Cette famille prend place juste après les comtes de Rouergue (fondateur du lignage, Bernard d'Arpajon est probablement un fils illégitime du comte de Rodez Hugues 1er). Cette famille contrôle également Broquiès…

#### XIIIeetXIVesiècles
La Croisade des albigeois démarre en 1209 et dure jusqu'en 1229. Pour retrouver la paix et la prospérité après la croisade contre les Albigeois, le pouvoir central (Comte de Toulouse) encourage la création des bastides. Tout au long des XIIIe et XIVe siècles, plus de 350 implantations sont initiées : Sauveterre-de-Rouergue, Saint-Crespin, La Bastide-Solages, sans doute Plaisance… Les points communs de ces bastides sont un plan aussi géométrique que possible (rues droites, place centrale avec arcades) et des bâtiments publics comme les halles (la lótja) et les couverts (los gitas).
Montclar présente certaines de ces caractéristiques : place centrale carrée, rues perpendiculaires, arcades, église excentrée… Mais aucun document historique ne confirme qu'il s'agisse d'une bastide.
L'émancipation des villes et villages se traduit également par la création des consuls, appelés cossols, scindicz… Les archives départementales de l'Aveyron (2E 160-1) conservent deux documents (rôles de taille royale) plus tardifs sur Montclar. En 1552, Esteve Delmas, Johan Riol, Johan Decomps et Bernad Leonard sont consolz… En 1581, Jehan Mealet, Heloy Leonard, Jacqueq Crassous et Anthony Malaval sont scindicz.

#### XIVeetXVesiècles
La guerre de Cent Ans se déroule de 1337 à 1453. Aux termes du traité de Brétigny (1360), le Rouergue est cédé au roi d'Angleterre. Les Rouergats se soumettent difficilement… En 1370, la région redevient française.
Restent les routiers qui attaquent Plaisance en 1384 et occupent Montclar en 1387.

### Époque moderne

#### XVIeetXVIIesiècles
À partir de 1558 a lieu la Guerre de religion entre les Papistes et les Huguenots. Le Calvinisme gagne le Rouergue. Les protestants sont très implantés dans les grandes villes (Millau, Saint-Affrique). Le conflit catholiques-calvinistes sera très virulent pendant près de cinquante ans.
- 1573 : prise de Saint-Sernin par les catholiques.
- 1586 : pillage du château de Broquies par les catholiques du duc de Joyeuse.
- 1587 : prise de Plaisance par les catholiques, aussitôt repris par les protestants.

En 1629, la Paix d'Alès met un terme à l'implantation huguenote avec la soumission de Millau et de Saint-Affrique.
- 1609 : Premièr acte d'état civil à Saint-Igest.

#### XVIIIesiècle
Le 28 avril 1705, la seigneurie de Montclar est vendue à Gely Grandsaigne. La famille Gransaigne est une famille de notables issue de la région de Sévérac-le-Château. Elle y occupe des fonctions de marchand et de receveur du domaine de la baronnie de Sévérac. Ce qui lui ouvre sans doute une proximité avec la famille d’Arpajon. C’est donc durant le marquisat de Catherine Françoise d'Arpajon que Giles II Gransaigne (ou Gély Grandsaigne) achète pour le compte de son fils Gilles III, la baronnie de Brousse avec les terres de Montclar et d’Ennous, à Catherine-Françoise d’Arpajon, dernière descendante directe des Arpajons. Giles III meurt sans descendance le 22 septembre 1724. Il est enterré le lendemain dans l’église de Brousse le Château, où sa pierre tombale est encore visible.
Le 5 avril 1739, pour payer les legs faits par son père, Étienne de Grandsaigne (deuxième fils de Gely) revend Montclar, Faveyroles et Salelles à Antoine de Sambucy, seigneur de Broquiès, châtelain de Compeyre, conseiller du roi et avocat-général à la cour des aides et finances de Montauban. Celui-ci lègue ses biens à son neveu Alexandre Marc Antoine de Sambucy, lieutenant dans le 1er régiment de Lille. Sa sœur, Angélique Ursule Marie Anne se mariera avec Guillaume Delauro : leur fils Joseph Delauro, député de 1815 à 1816 et de 1820 à 1831, se mariera avec Marie Peyrot de Vailhauzy, et vendra le château de Brousse à la commune en 1839. Six générations plus tard un représentant de la famille de Sambucy, François-Xavier, épousera Chantal d'Orléans, fille d'Henri d'Orléans (1908-1999), « comte de Paris » et prétendant orléaniste au trône de France de 1940 à 1999.
Alexandre II de Sambucy, baron de Miers, vicomte de Compeyre, Seigneur de Montclar, Salelles… est encore vivant en 1789. La période révolutionnaire à Montclar et Saint-Igest reste à étudier… En 1793, Saint-Igest et Montclar sont rattachés à Coupiac, puis à Saint-Sernin, tandis que Brousse-le-Château est rattaché au canton de Broquiès. En juillet 1793, François Chabot, en mission avec Jean-Baptiste Bô pour lever des soldats dans l'Aveyron et le Tarn, dénonce à la Convention le fédéralisme de certains de ses compatriotes aveyronnais : dissolution de la municipalité de Montclar, Balaguier et Pousthomy pour cause d'incivisme jusqu'en 1832.
- Liste des hameaux dans les paroisses de Saint-Igest et de l'Hôpital au XVIIIe siècle relevés par Jean-Yves Bou : La Balmayrié, La Borie del Mouly, La Borie Grande (actuellement sur commune de Brasc), Le Cabriol, La Capelle, La Clavetane (actuellement sur la commune de Brasc), Le Combal, La Contié(actuellement sur la commune de Brasc), La Garaldié ou La Graldié, Juillac, L'Hôpital, Le Martinet (actuellement sur la commune de Brasc), Le Mas De Saint-Igest, Le Mazet, Palaret, La Pastrié, La Piboulède (actuellement sur la commune de Brasc), La Roque, La Rouquette, Saint-Dalmazy (actuellement sur la commune de Brasc), Saint-Igest, Sajac, La Viminié.

### Époque contemporaine

#### XIXesiècle
Le 8 janvier 1800, capture définitive de l'enfant sauvage à Saint-Sernin.

En 1832, la commune de Montclar est recrée. En 1833, elle absorbe celle de Saint-Igest.

Les campagnes françaises n'ont jamais été autant peuplées. En 1868, le Dictionnaire des lieux habités de l'Aveyron de Jean-Louis Dardé fait état de 772 habitants sur la commune de Montclar. La répartition de cette population permet d'appréhender l'importance relative qu'avait alors chacun des villages, hameaux et fermes :
| Lieu                       | Habitants |
| -------------------------- | --------- |
| Montclar                   | 217       |
| Saint-Igest de Sent-Sarnin | 78        |
| Ospital (L')               | 40        |
| Capela (La)                | 37        |
| Garaldiè (La)              | 33        |
| Palaret                    | 30        |
| Maset (Lo)                 | 27        |
| Satjac                     | 27        |
| Mas de Sent Igèst          | 26        |
| Julhac                     | 23        |
| Sers                       | 23        |
| Balmairiè (La)             | 22        |
| Combal (Lo)                | 21        |
| Caselas (Las)              | 19        |
| Roca (La)                  |           |
| Roqueta (La)               | 13        |
| Cabriol (Lo)               | 11        |
| Peirièr (Lo)               | 10        |
| Pica-Morre                 | 10        |
| Calmetas-Bassas (Las)      | 9         |
| Boria de Pujol-Nauta       | 8         |
| Boria de Pujol-Bassa       | 7         |
| Bosc (Lo)                  | 7         |
| Pastrièr (Lo)              | 7         |
| Bosalhon (Lo)              | 6         |
| Marquier (La)              | 6         |
| Romanés                    | 6         |
| Bois (Lo)                  | 5         |
| Boria de Marc              | 5         |
| Prat-Naut                  | 4         |
| Adrech de Palaret (L')     | 3         |
| Bona Comba                 | 3         |
| Calmetas-Nautas (Las)      | 3         |
| Pastrièr-Nauta (La)        | 3         |
| Reinés                     | 3         |
| Rèc (Lo)                   | 2         |
| Faja (La)                  | 1         |

À noter que 28 % des habitants habitent Montclar, 10 % Saint-Igest et 5 % l'Hôpital. Si on excepte les 43 % de la population habitant ces trois villages, 35 % de la population vit dans dix hameaux : la Capelle, la Graldier, Palaret, Sajac, le Mazet, le Mas de St Igest, Sers, Julliac, la Balmarié et le Combal. Soit 78 % de la population regroupée dans treize lieux.

#### XXesiècle
Le 3 août 1914, l’Allemagne déclare la guerre à la France. Le conflit dure quatre ans et fait huit millions de morts. Le conflit prend fin le 11 novembre 1918 avec la signature de l’Armistice. À Montclar, quarante-huit jeunes soldats ne reviendront pas du Front. En 1911, la commune comptait 649 habitants : c’est donc plus de 7 % de la population qui vient de disparaitre.

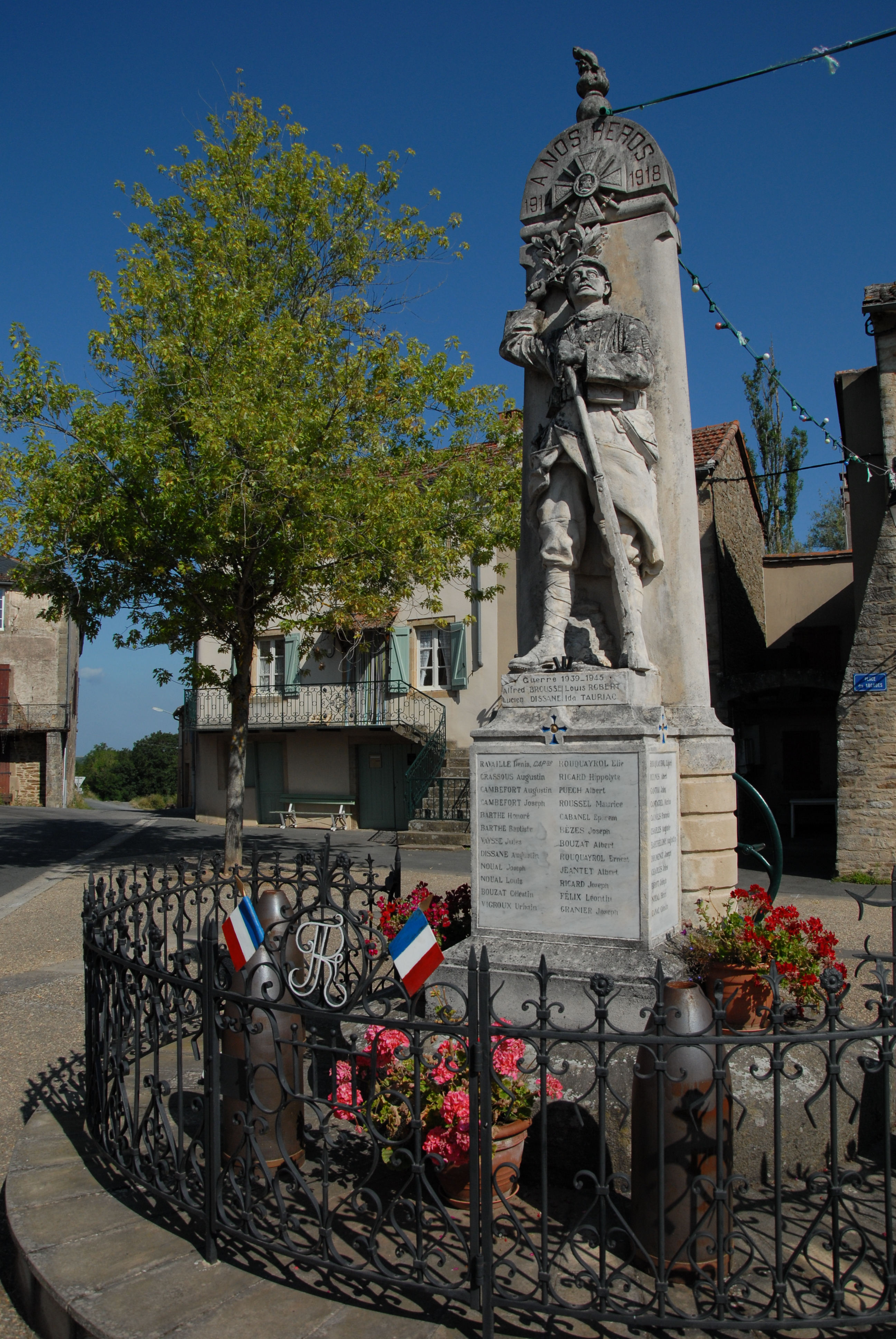
Monument aux morts sur la place centrale de Montclar (12).

Durant l’hiver 1918 – 1919, la grippe espagnole frappe et tue plus de 400 000 personnes en France (30 millions de morts dans le monde, soit quatre fois plus de morts que la guerre de 14-18 !). Cet hiver-là, plusieurs personnes décèdent à Montclar.
De 649 habitants en 1911, la commune passe à 541 habitants en 1921, et 452 en 1926. En à peine 15 ans, Montclar perd 30 % de sa population.
Le 3 septembre 1939, la France et l’Angleterre déclarent la guerre à l'Allemagne. Montclar se trouve en « Zone libre ». Cette Zone libre est envahie le 11 novembre 1942 (la Légion azerbaïdjanaise, composée de prisonniers de guerre et déserteurs russes originaires des peuples non-russes de l’Azerbaïdjan, de la Géorgie, de l’Arménie, du Turkestan etc. est stationnée à Rodez).
Février 1943 : création du STO (service du travail obligatoire) par le régime de Vichy afin de compenser le manque de main-d'œuvre dû à l’envoi des soldats allemands sur le front russe. Cette mesure provoque le passage à la clandestinité de près de 200 000 réfractaires, dont environ un tiers gagne les rangs du maquis…
Création de deux maquis sur les communes voisines :
- Maquis de Martrin et/ou Montclar (4213e Cie FTPF - 75 maquisards) de mai 44 au 22 août 1944 ;
- Maquis de Saint-Sernin (4215e Cie FTPF - 35 maquisards) de juin 44 au 22 août 1944.

La commune de Montclar accueille aussi des réfractaires issus de familles ou d’amis proches qui se cachent dans les bois au-dessus de Palaret.
Le 6 juin 1944, les Alliés débarquent en Normandie.
Le 18-20 juin 1944, le maquis Stalingrad passe à Martrin et Coupiac. Le 28 juillet 1944, le PC départemental des FTPF s'installe à Montclar. Les 4215e et 4213e Cie des Francs-tireurs et partisans français participent le 31 juillet 1944 à des combats à Saint-Sernin. Après les combats, quatre civils sont exécutés (un à Saint-Sernin, deux à Pousthomy et un à Miolles).
Le 6 août 1944, une colonne allemande en provenance d’Albi passe à Réquista. La colonne est une unité de la Wehrmacht (11e Panzerdivision). La Résistance décide de lui tendre des embuscades , au lieu-dit Moulin-de-Clary (sur la route de Réquista à Rodez) et à proximité de l'abbaye Notre-Dame de Bonnecombe. Une cinquantaine de maquisards attaque le convoi de 30 camions durant 40 minutes au lieu-dit Moulin-de-Clary. Au total, six maquisards et un civil (le meunier Enjalbert) sont tués. Au village de La Selve, évacué par crainte de représailles, ils dynamitent l'École publique (où est installé le PC du maquis), puis pillent  et saccagent plusieurs maisons. À Cassagnes-Bégonhès, elle emmène deux otages, dont Laignel de Salmiech qui sera fusillé à Sainte-Radegonde le 17 août.
La deuxième embuscade a lieu à proximité de l’Abbaye de Bonnecombe. Trois maquisards sont tués tandis que les Allemands perdent cinq camions et une quarantaine de soldats. Deux civils (Thomas, ingénieur des Ponts et Chaussées, et Raynal, cultivateur) sont fusillés.
Un monument de granit, visible au Moulin-de-Clary, commémore ces morts.
Les troupes allemandes quittent Rodez le 18 août 1944.
Le 22 août 1944, les maquis de Martrin et Saint-Sernin sont dissous.
À partir de 1945, l’exode rural se poursuit inexorablement : 388 habitants en 1946, 288 en 1968.
Création de la « trouée du Roc » sur la route entre Saint-Igest et Montclar par des prisonniers allemands, logés chez l'habitant. Avant que cette route ne soit créée, de nombreux chemins permettaient de monter sur le « plateau » comme le montrent les photos aériennes de 1945. Cette route n’est goudronnée que dans les années 1970.

## Politique et administration
| Période                                  | Période        | Identité                | Étiquette | Qualité                                                         |
| ---------------------------------------- | -------------- | ----------------------- | --------- | --------------------------------------------------------------- |
| 2008                                     | mai 2020       | Roland Condomines       |           | Retraité agricole                                               |
| mai 2020                                 | septembre 2020 | Louis Imbrenda,         |           | Profession intermédiaire administrative de la fonction publique |
| septembre 2020                           | En cours       | Marina Vidal-Condomines |           |                                                                 |
| Les données manquantes sont à compléter. |                |                         |           |                                                                 |

## Démographie
L'évolution du nombre d'habitants est connue à travers les recensements de la population effectués dans la commune depuis 1793. Pour les communes de moins de 10 000 habitants, une enquête de recensement portant sur toute la population est réalisée tous les cinq ans, les populations de référence des années intermédiaires étant quant à elles estimées par interpolation ou extrapolation. Pour la commune, le premier recensement exhaustif entrant dans le cadre du nouveau dispositif a été réalisé en 2008.

En 2022, la commune comptait 140 habitants, en évolution de −15,15 % par rapport à 2016 (Aveyron : +0,37 %, France hors Mayotte : +2,11 %).
| 1793 | 1800 | 1836 | 1841 | 1846 | 1851 | 1856 | 1861 | 1866 |
| ---- | ---- | ---- | ---- | ---- | ---- | ---- | ---- | ---- |
| 237  | 238  | 706  | 874  | 895  | 836  | 764  | 746  | 766  |

| 1872 | 1876 | 1881 | 1886 | 1891 | 1896 | 1901 | 1906 | 1911 |
| ---- | ---- | ---- | ---- | ---- | ---- | ---- | ---- | ---- |
| 737  | 749  | 752  | 779  | 712  | 707  | 676  | 713  | 649  |

| 1921 | 1926 | 1931 | 1936 | 1946 | 1954 | 1962 | 1968 | 1975 |
| ---- | ---- | ---- | ---- | ---- | ---- | ---- | ---- | ---- |
| 541  | 452  | 433  | 437  | 388  | 358  | 318  | 288  | 237  |

| 1982 | 1990 | 1999 | 2006 | 2008 | 2013 | 2018 | 2022 | - |
| ---- | ---- | ---- | ---- | ---- | ---- | ---- | ---- | - |
| 207  | 167  | 147  | 149  | 149  | 169  | 157  | 140  | - |

Saint-Igest est une commune indépendante jusqu’en 1833, date à laquelle elle est absorbée par Montclar.

## Économie

### Revenus
En 2018  (données Insee publiées en septembre 2021), la commune compte 72 ménages fiscaux, regroupant 143 personnes. La médiane du revenu disponible par unité de consommation est de 15 530 € (20 640 € dans le département).

### Emploi
| Division       | 2008  | 2013  | 2018  |
| -------------- | ----- | ----- | ----- |
| Commune        | 4,9 % | 8,9 % | 7,1 % |
| Département    | 5,4 % | 7,1 % | 7,1 % |
| France entière | 8,3 % | 10 %  | 10 %  |

En 2018, la population âgée de 15 à 64 ans s'élève à 85 personnes, parmi lesquelles on compte 68,2 % d'actifs (61,2 % ayant un emploi et 7,1 % de chômeurs) et 31,8 % d'inactifs,. En  2018, le taux de chômage communal (au sens du recensement) des 15-64 ans est supérieur à celui du département, mais inférieur à celui de la France, alors qu'il était inférieur à celui du département et de la France en 2008.
La commune est hors attraction des villes,. Elle compte 47 emplois en 2018, contre 52 en 2013 et 48 en 2008. Le nombre d'actifs ayant un emploi résidant dans la commune est de 55, soit un indicateur de concentration d'emploi de 85,9 % et un taux d'activité parmi les 15 ans ou plus de 43,3 %.
Sur ces 55 actifs de 15 ans ou plus ayant un emploi, 31 travaillent dans la commune, soit 56 % des habitants. Pour se rendre au travail, 52,7 % des habitants utilisent un véhicule personnel ou de fonction à quatre roues, 14,5 % s'y rendent en deux-roues, à vélo ou à pied et 32,7 % n'ont pas besoin de transport (travail au domicile).

### Activités hors agriculture
15 établissements sont implantés  à Montclar au 31 décembre 2019.
Le secteur des activités spécialisées, scientifiques et techniques et des activités de services administratifs et de soutien est prépondérant sur la commune puisqu'il représente 26,7 % du nombre total d'établissements de la commune (4 sur les 15 entreprises implantées  à Montclar), contre 12,4 % au niveau départemental.

### Agriculture
|               | 1988 | 2000 | 2010 | 2020 |
| ------------- | ---- | ---- | ---- | ---- |
| Exploitations | 19   | 9    | 8    | 6    |
| SAU (ha)      | 407  | 419  | 433  | 376  |

La commune est dans les Monts de Lacaune, une petite région agricole occupant le sud du département de l'Aveyron. En 2020, l'orientation technico-économique de l'agriculture  sur la commune est l'élevage d'ovins ou de caprins. Six exploitations agricoles ayant leur siège dans la commune sont dénombrées lors du recensement agricole de 2020 (19 en 1988). La superficie agricole utilisée est de 376 ha,,.

## Culture locale et patrimoine

### Édifices religieux

#### Église Saint-Jean-Baptiste
L'église Saint-Jean-Baptiste située à Montclar, est le siège d'une dévotion à Saint Éloi, reconstruite au XIXe siècle. L'église de Montclar abrite deux tableaux du XIXe siècle classés, récemment restaurés, et une chaire sculptée en bois (escalier incomplet).

#### Église Saint-Michel
L'église Saint-Michel reconstruite au XIXe siècle avec l'aide des paroissiens est située à Saint-Igest. À tour de rôle, chacune des fermes allait chercher au Tarn, le sable ou les pierres de la construction. L'église antérieure dépendait à l'origine de l'abbaye de Vabres.

#### Croix
- Croix de Saint Jean-Baptiste : peut être une ancienne croix de bornage. Croix très abimée, fut incomplet, statue volée… À noter, les croix de Malte sur les côtés qui permettent d'estimer cette croix postérieure à 1530
- Croix de Saint-Igest : à rapprocher de la croix sculptée du XVe siècle, dite croix de la Tourelle de Brasc
- Croix du cimetière de Saint-Igest : croix discoïdale retrouvée dans le cimetière par Norbert Constans
- Croix du Mazet : croix discoïdale sculptée sur une seule face
- Croix de la Crouzette : croix en pierre cassée lors de la construction de la route et déplacée de Palaret au Cabriol
- Croix du Cabriol : croix en fonte posée en 1876 par Justin Rolland, curé et propriétaire d'une des maisons du hameau

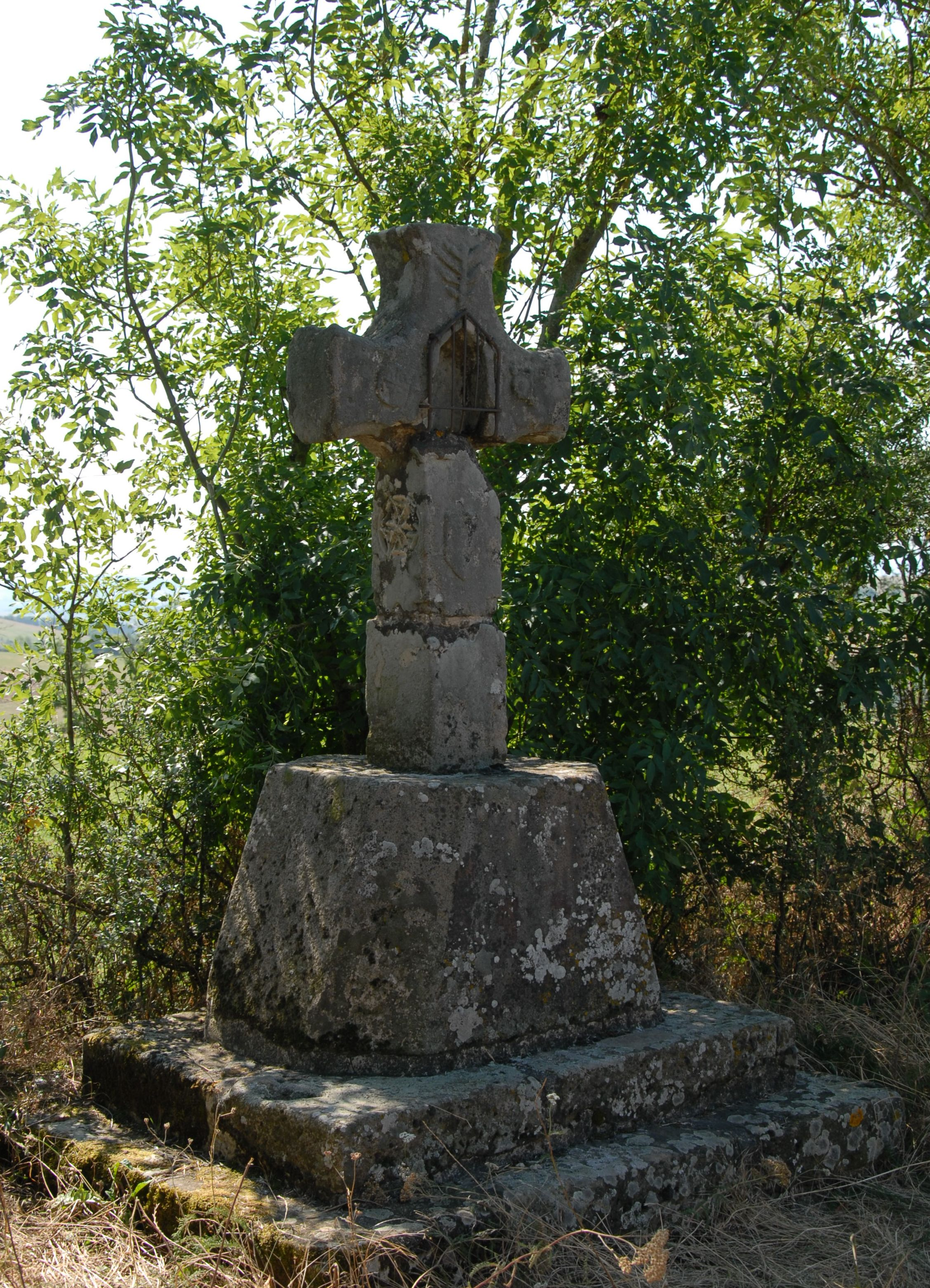
Croix de Saint Jean-Baptiste.
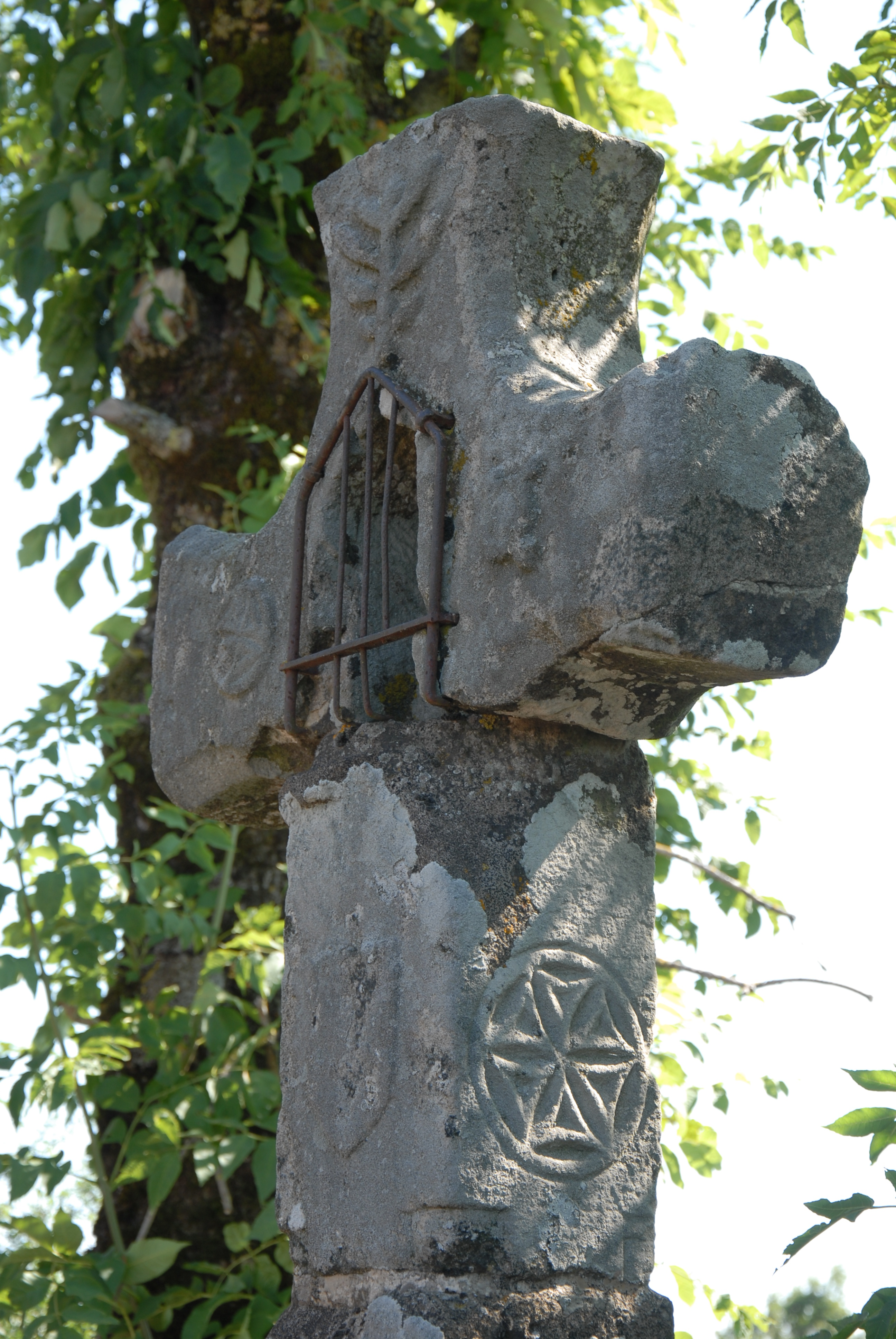
Détail croix de Saint Jean-Baptiste.
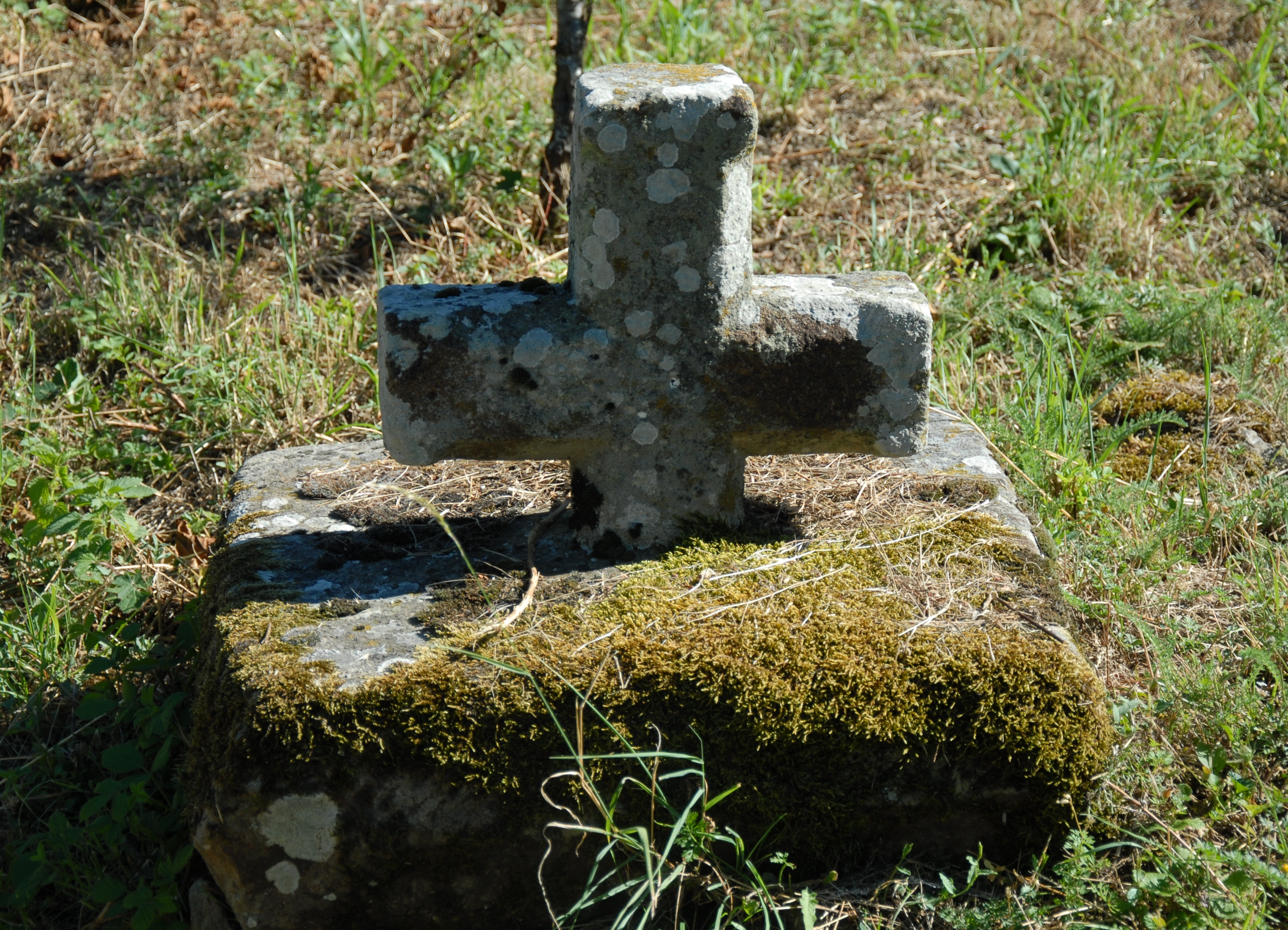
Croix dite de la Crouzette (Cabriol).
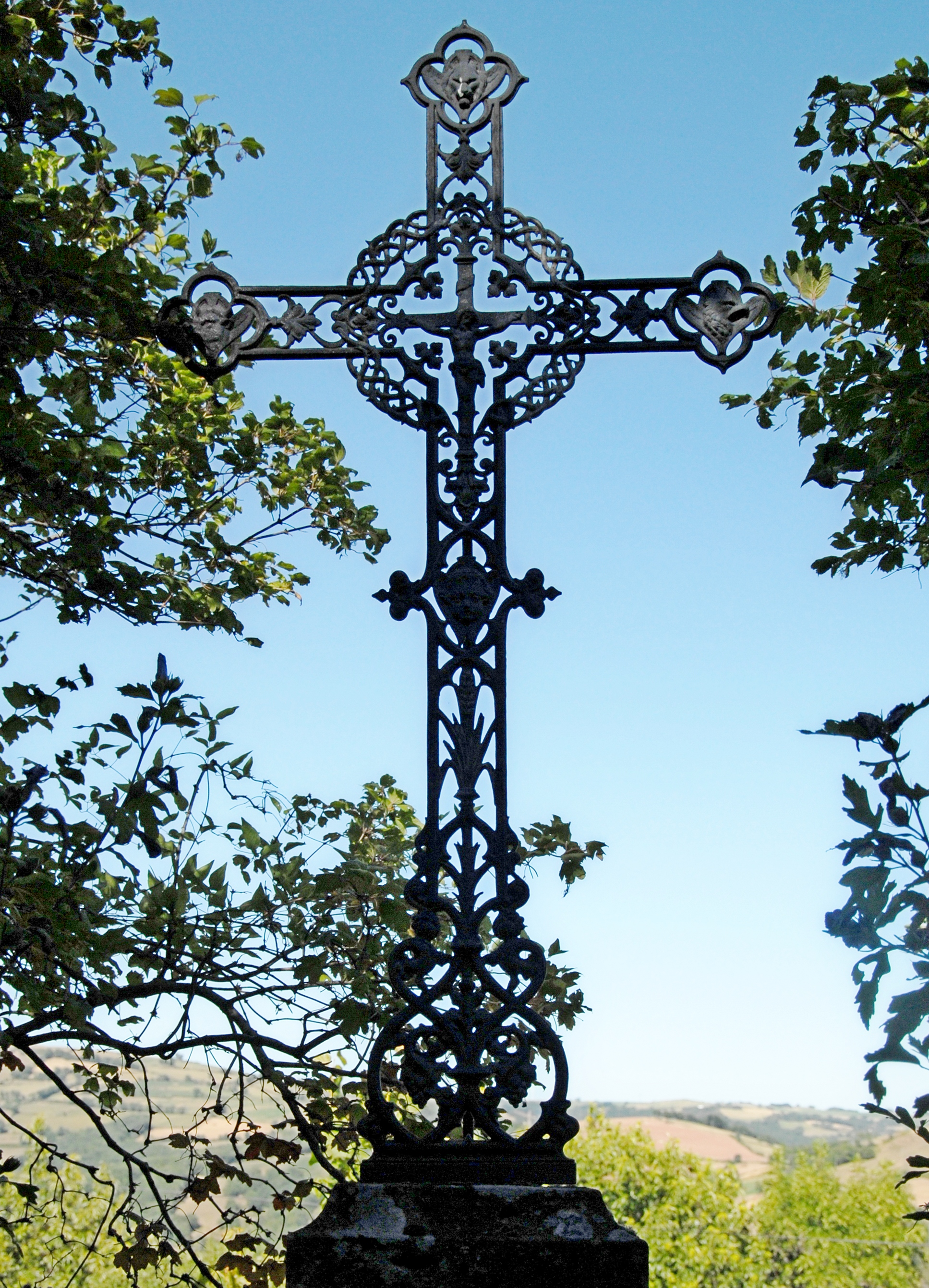
Croix du Cabriol.

### Patrimoine civil

#### Statues-menhir
Les statues-menhirs découvertes sur la commune et ses environs:
- statue de l'Hôpital (route entre Montclar et Brasc) sur la commune de Montclar
- statue de la Borie des Paulets, découverte en 1968 sur la commune de Brasc
- statue de Crays, découverte sur la commune de Brousse-le-Château
- deux statues de Reganel, découverte sur la commune de Coupiac :
- statue de Puech d'Anglas (aujourd'hui disparue) sur la commune de La Serre
- statue de la Raffinie, découverte en 1880 sur la commune de Martrin
- deux statues, découvertes en 1861 sur la commune de Pousthomy
- statue de Boutaran, découverte en 1940, et statue de Saint-Martin découverte vers 1855 (dite Dame de Saint-Sernin et considérée comme la plus belle statue-menhir) sur la commune de Saint-Sernin-sur-Rance

Des copies de ces statues-menhirs sont visibles sur les lieux de leur découverte (L'Hôpital, Crays, Borie des Paulets…). Les originaux sont le plus souvent exposés dans des musées locaux ou au Musée Fenaille de Rodez.

#### Divers
- Radar du Puech : construit au-dessus du château d'eau du Puech, à plus de 670 mètres d'altitude, cette antenne radar de 4 mètres de diamètre (longueur d'onde de 5,600 MHz, puissance de 150 W) est protégée par un radôme (grosse sphère blanche). il a une portée théorique de plus de 250 km. Son objectif : anticiper les risques de crues dans la région en localisant les zones d'impacts, notamment en période d'épisode cévenol.
- Château d'eau : situé sur la route de Coupiac, ce château d'eau est doté d'un belvédère équipé d'une table d'orientation qui permet de voir le paysage à 360° jusqu'au Viaduc de Millau.

### Patrimoine culturel
De nombreux pèlerinages avaient lieu dans la région, les paroisses de Montclar et Saint-Igest ne sont pas en reste :
- Pèlerinage à l'occasion des Rogations (croix de Saint-Antoine le lundi, croix sur la route de Faveyrolles le mardi, croix de la Marcadière le mercredi, croix du moulin à vent le jeudi).
- Pèlerinage pour la guérison des enfants atteints du « mal blanc » (panaris) par les saintes huiles de l'église de Montclar.
- Source miraculeuse à Saint Jean de l'Hôpital.
- Bénédiction du bétail : le prêtre passait dans chacune des fermes pour bénir les étables et les troupeaux. À Montclar, les bêtes étaient regroupées et bénies sur la place du village en juin.
- Guérison des oreilles : pèlerinage des habitants de Saint-Igest à Saint-Dalmazi pour la guérison des sourds et muets (le lundi de Pentecôte et le jour de la Saint-Dalmas). Départ et retour au village en procession… Pèlerinage abandonné vers 1980.

L'ancienne église de Saint-Dalmazi aurait été donnée à Vabres au Xe siècle par l'abbé Frédelon pour le repos de son père Amblard, de sa mère Sénégonde et de ses quatre frères déjà morts. Elle devint un lieu de pèlerinage, dédié à saint Dalmas, un des premiers évêques de Rodez (581). Selon la tradition populaire, saint Dalmas avait traversé le Tarn à gué (au niveau du village de Saint-Dalmazi) accompagné d'un bœuf. Il aurait pris le chemin de Brasc mais, au niveau de la Fage (Saint-Igest), le bœuf aurait refusé d'aller plus loin : c'est ainsi qu'il devint aussi le protecteur des éleveurs de bovins.

### Personnalités liées à la commune
- Augustin-Pierre Cluzel (1815-1882), né à Montclar, prêtre lazariste français devenu archevêque d'Héraclée en Iran.